# Ricordate? Quel motivetto
Ricordate? Quel motivetto è un triplo EP di Piero Umiliani, pubblicato nel 1958 dall'etichetta discografica RCA italiana.

## Il disco
L'album contiene 15 brani di vari autori, suonati da Piero Umiliani e i suoi solisti. L'opera è suddivisa in tre dischi 45 giri Extended Play pubblicati dalla RCA Italiana e con numero di catalogo EPA 10014-1, EPA 10014-2, EPA 10014-3.

## Tracce
Disco 1,2,3
1. Quando piove con il sole – 4:00 (musica: D.Di Stefano)
2. Tu solamente tu – 2:51 (musica: Pasquale Frustaci)
3. Pinguino innamorato – 2:57 (musica: Mario Consiglio)
4. Madonna malinconia – 3:31 (musica: Guido Cergoli)
5. Quel motivetto – 2:19 (musica: Dan Caslar)
6. Dormi bambina – 3:03 (musica: Vincenzo Bonfanti)
7. Pippo non lo sa – 2:16 (musica: Gorni Kramer)
8. Un po' di luna – 3:30 (musica: Nino Ravasini)
9. Ludovico – 2:44 (musica: Vittorio Mascheroni)
10. Il nostro sì – 2:44 (musica: C.Cassato)
11. Il nostro cielo – 3:10 (musica: Giuseppe Enzo Palanti)
12. Tu sei bella – 2:33 (musica: Angelo Brigada)
13. Barca dei sogni – 3:39 (musica: Cosimo Di Ceglie)
14. Passa la diligenza – 2:47 (musica: Bruno Cherubini)
15. La cremagliera delle Dolomiti – 2:41 (musica: Dino Fedri)

Durata totale: 44:45

## Formazione
- Piero Umiliani - arrangiamenti e direzione d'orchestra, pianoforte;
- Baldo Maestri - clarinetto;
- Luigi Simeoni - contrabbasso;
- Giuseppe Starita - percussioni, voce;
- Libero Tosoni - chitarra;
- Marcello Boschi - saxofono alto e soprano;
- Giancarlo Becattini - trombone;
- Nino Culasso - tromba.